# Jaime de Conchillos
Jaime de Conchillos, O. de M. (falecido no dia 4 de agosto de 1542) foi um padre católico romano que serviu como Bispo de Lérida (1512–1542), Bispo de Catania (1509–1512), Bispo de Gerace (1505–1509), e Prelado de Santa Lucia del Mela (1505).

## Biografia
Jaime de Conchillos foi ordenado sacerdote na Ordem de Nossa Senhora das Mercês e em 1505 foi nomeado pelo Papa Júlio II como Prelado de Santa Lúcia del Mela. No dia 23 de fevereiro de 1505, foi nomeado pelo Papa Júlio II como Bispo de Gerace. A 25 de fevereiro de 1509, foi nomeado pelo Papa Júlio II como Bispo de Catania. Mais tarde, a 1 de outubro de 1512, foi nomeado pelo Papa Júlio II como Bispo de Lérida, onde serviu até à sua morte a 4 de agosto de 1542.